# Austin A35
Austin A35 — малий сімейний автомобіль (за британською класифікацією), що продавався компанією Austin у 1956—1968 рр.
Було виконано 280897 авт.

## Огляд конструкції
Був представлений у 1956 р. як заміна досить успішному Austin A30.
Назва відображала потужніший 4-циліндровий рядний двигун «серії А» (А-Series, 34 к.с.), що незначно вплинув на зростання максимальної швидкості та динаміку розгону.
А35 зовні дуже подібний до А30, за виключенням заднього вікна та фарбованої решітки радіатора з хромованою «підковою» на відміну від повністю хромованої в А30.
Обидва автомобілі мали 13-дюймові колеса (330 мм).
Семафорні покажчики поворотів (прапорці, що виходили зі стійок) поступились сучаснішим мигаючим ліхтарям.
Встановлювався трохи легший у користуванні механізм перемикання передач.
Більшість змін у динаміці пов'язані зі зміною передатних чисел передач у коробці.
У А30 перші три передачі «знаходились близько» а перед четвертою був значний проміжок.
У коробці передач А35 передатні числа були підібрані краще й забезпечували високу швидкість на третій передачі.

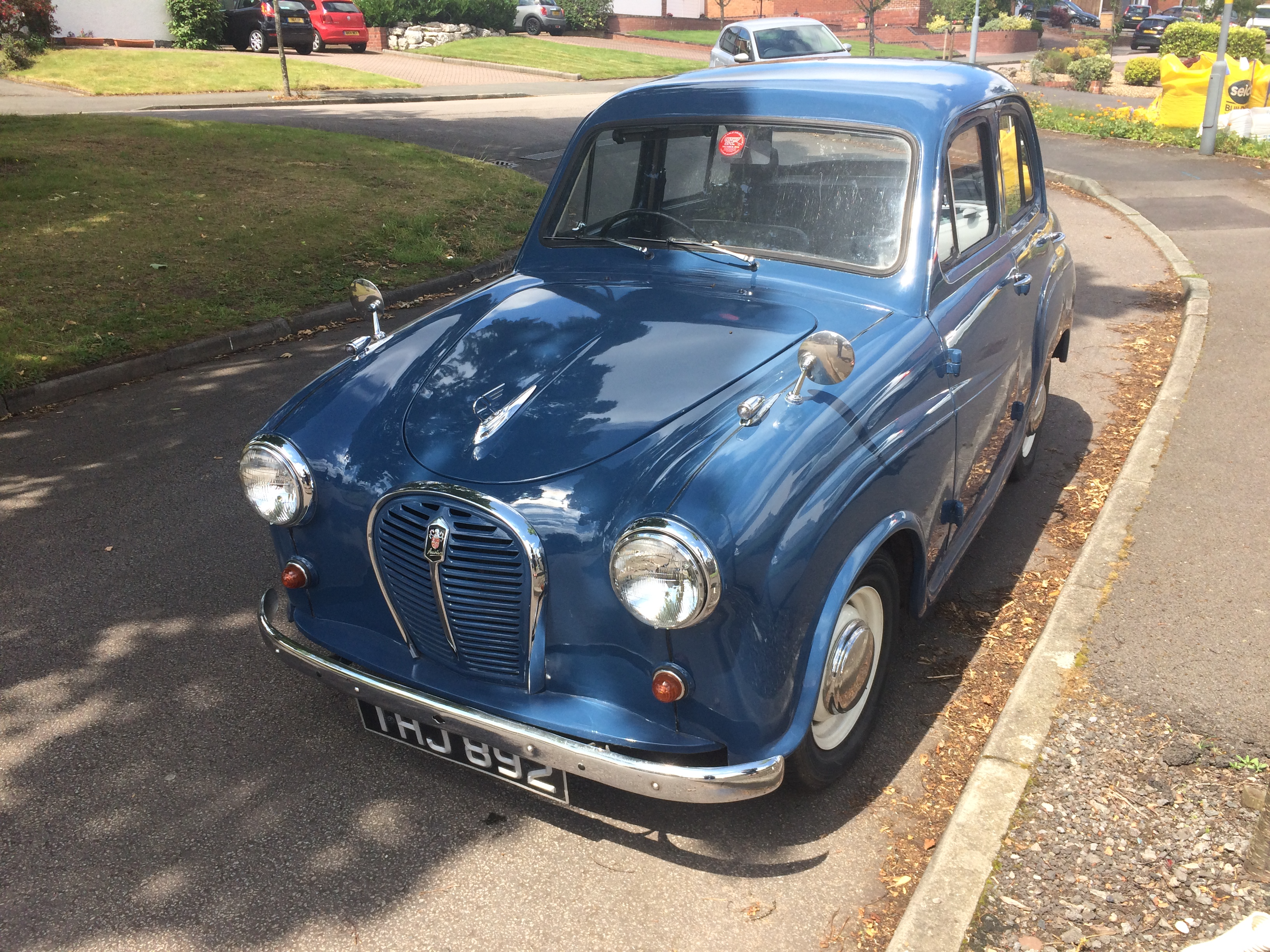
Austin A35 (4-дверний седан)

Як і А30, А35 пропонувався як дво- чи чотиридверний седан (англ. saloon), дводверний універсал (англ. estate) «Countryman» та фургон.
Останній виготовлявся аж до 1968 р. Рідкісний пікап виготовлявся у 1956 р.; всього було продано 477 авт. Існували ескізи спортивного купе, однак навіть його прототип не був створений. 
У 1959 р. легковик А35 замінила модель A40 Farina з новим кузовом. Однак універсали продовжували виготовляти до 1962 р., а фургони до 1968 р.

## Динамічні властивості
Люксова версія 2-дверного седана з двигуном 0,948 л тестувалась британським журналом Motor у 1956 р.
Максимальна швидкість становила 71 милю/год (115,7 км/год), розгін 0—60 миль/год (97 км/год) за 30,1 с.
Витрата палива — 41,5 миль/імперський галон (6,81 л/100 км, 34.6 mpg-US).
Цитати з «Книги про Austin A30 та А35» Стетона Ебі (Staton Abbey 1969?. The Book of the Austin A30 and A35. Pitman Press: pp 148.):
«...Нові автомобілі повністю пройшли випробування на німецьких автобанах, в ході котрих водії суттєво більших автомобілів були вражені проїжаючим повз трьома малими Остінами, що рухались протягом цілого дня, долаючи 25000 миль з середньою швидкістю 60 км/год...»
«...модернізовані власниками А35 протягом семи днів рухались навколо треку Монтлері, поблизу Парижу, на рекордній середній швидкості у 75 миль/год, долаючи близько 12500 миль...»
Як модель А30 так і А35 мали барабанні гальмівні механізми усіх коліс, причому привід передніх був гідравлічним, а задніх гідромеханічним (гідравліка діяла на механічний привід стоянкового гальма задніх коліс). А для нормальної роботи й довжини гальмівного шляху система вимагала постійних регулювань.
У 1950-их, до появи A40 Farina, А35 мав достатній успіх на гонках седанів. Й сьогодні деякі А35 беруть участь в історичних заходах.
Нещодавно Клуб гонщиків історичних автомобілів (Historic Racing Drivers Club, HRDC) створив спеціальний клас з автомобілями А30 та А35. Обмеження в класі передбачають запечатаний двигун Marina 1,275 л, обмежений вибір комплектуючих від визначених постачальників.

## У фільмах
Фургони А35 наявні у мультфільмах «Волес і Громіт: Прокляття кролика-перевертня» (англ. Wallace & Gromit: The Curse of the Were-Rabbit) та «Справа хлібини і смерті» (англ. A Matter of Loaf and Death) від Aardman Animations. У 2009 р. в Музеї науки в Лондоні в рамках заходу «Волес і Громіт представляють світ вибухових ідей» (англ. Wallace & Gromit present a World of Cracking Ideas) виставлялася виекспозиція з реальним А35 у вигляді фургона з мультфільма.
Чотиридверний варіант 1959 р. використовувався як таксі Богегарда у лялькому фільмі 1981 р. «Велика лялькова подорож» (англ. The Great Muppet Caper).
У другому найуспішнішому французькому фільмі «Оскар» (1967 р.), за участі Луї де Фюнеса та Клода Ріша, останній водить чорний 2-дверний седан А35.
Автомобіль, що їздить ранковим Парижом з'являється у кадрі ще на початкових титрах.

## Обсяги виробництва
- Седанів A2S5: (2-дв.) 100284
- Седанів AS5: (4-дв.) 28961
- Загалом седанів: 129245

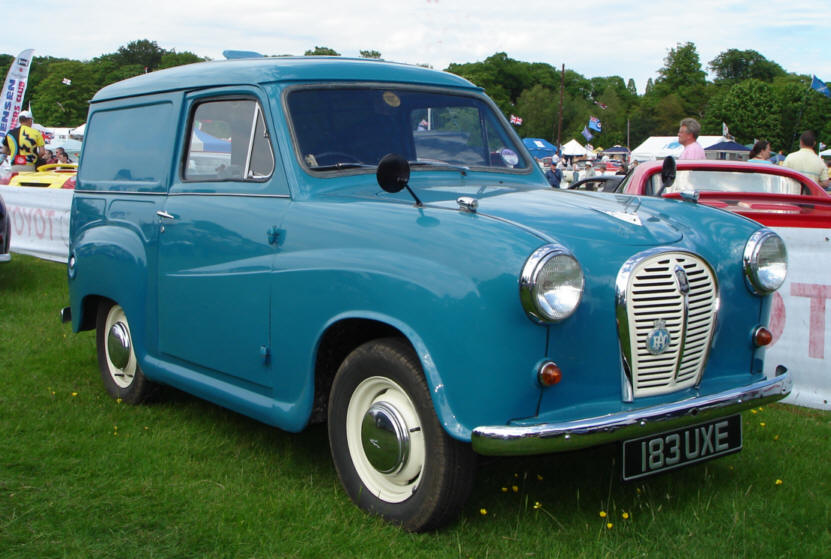
Фургон Austin A35

- Фургонів AV5 та універсалів AP5:  138356
- Фургонів AV6: 13222
- Універсалів AP6: 74
- Фургонів AV8 (1,098 л): 45685
- Фургонів AV8 (0,848 л): 14230
- Пікапів: 477
- Машинокомплектів: 13320
- Загалом 354609

## Двигуни
- 1956–1962: A-Series l4 — 0,948 л, 34 к.с. (25 кВт) при 4,750 об/хв та 68 Н·м (50 lb·ft) при 2000 об/хв
- 1962–1966: A-Series l4 — 1,098 л, 55 к.с. (41 кВт) при 5500 об/хв та 83 Н·м (61 lb·ft) при 2500 об/хв (фургон)
- 1963–1968: A-Series l4 — 0,848 л, 34 к.с. (25 кВт) при 5500 об/хв та 60 Н·м (44 lb·ft) при 2900 об/хв (фургон)

## Зовнішні посилання
- Austin Memories [Архівовано 23 лютого 2011 у Wayback Machine.] — Історія «Остіна» та Лонгбриджу